# Chorthippus intermedius
Chorthippus intermedius är en insektsart som beskrevs av Bei-bienko 1926. Chorthippus intermedius ingår i släktet Chorthippus och familjen gräshoppor. Inga underarter finns listade i Catalogue of Life.